# Дългоопашата саламандра
Дългоопашата саламандра (Eurycea lucifuga), наричана също ручейна дългоопашата саламандра и пещерна саламандра, е вид земноводно от семейство Plethodontidae.

## Разпространение
Видът е разпространен в САЩ (Алабама, Арканзас, Вирджиния, Джорджия, Западна Вирджиния, Илинойс, Индиана, Кентъки, Мисури, Оклахома, Охайо, Северна Каролина и Тенеси).